# Большой шлем (регби)
Большой шлем (англ. Grand Slam, ирл. Caithréim Mhór, валл. Y Gamp Lawn, фр. Grand Chelem, итал. Grande Slam) — символическое достижение страны-участницы Кубка шести наций (ранее Кубка пяти наций), когда она выигрывает все матчи в рамках одного конкретного розыгрыша. Подобное достижение было установлено 39 раз за историю Кубка, начиная с 1908 года, когда со стопроцентным показателем побед выиграл турнир Уэльс. Последним на текущий момент (2019 год) обладателем Большого шлема является та же сборная Уэльса, выигравшая все матчи Кубка шести наций того же года, а рекордсменом по числу Больших шлемов является Англия (13 раз).
Помимо этого, Большим шлемом называют турне с участием сборной Южного полушария (как правило, это Австралия, Новая Зеландия или ЮАР), в котором команда играет против всех четырёх сборных Британских островов (Англии, Ирландии, Уэльса и Шотландии). О команде, которая обыграла все британские сборные в этом турне, говорят как о победительнице турне и обладательнице Большого шлема. Подобное достижение поставила впервые сборная Южной Африки в 1912—1913 годах; последний раз побеждала в этом турне новозеландская сборная в 2010 году.

## Розыгрыши Большого шлема в Кубке шести наций
По правилам Кубка шести наций (до 2000 года и присоединения Италии — Кубка пяти наций), Большой шлем выигрывается командой, которая выиграет все матчи в рамках одного розыгрыша. Логично, что обладатель Большого шлема автоматически становится и победителем Кубка, получая главный приз турнира, однако не всегда победителю Кубка удаётся выиграть все матчи. Более того, отдельного трофея для Большого шлема не существует, и это лишь формальный титул и символический приз. Само выражение «Большой шлем» (англ. Grand Slam) пришло из бриджа, где под выигрышем «большого шлема» подразумевалось взятие всех взяток в рамках розыгрыша, и попало во многие виды спорта (в том числе в теннисные турниры). Первое упоминание в регби восходит к 1957 году, когда в превью газеты The Times перед игрой Англии и Шотландии сообщалось:

В игре против Шотландии на «Туикенеме» для Англии на кону стоит больше, чем обычно. Последний раз, когда в текущих условиях Англия завоёвывала «Большой Шлем», выпал на сезон 1927/1928, однако трудно найти контраргументы против того, чтобы это повторилось сегодня.
Оригинальный текст (англ.)There is much more than usual at stake for England to-day in the match against Scotland at Twickenham... The last time when England achieved the Grand Slam under present conditions was as long ago as the 1927–28 season, but it is difficult to try to build up a case against her repeating the performance to-day.

Несмотря на то, что раньше подобный термин не употреблялся, его применяют в ретроспективе ко всем прошлым участникам Кубка, когда-либо ставивших подобные достижения (в том числе и к 1908 и 1909 годах, когда в турнире участвовала вне конкурса Франции). При этом о Большом шлеме не говорят, если соревновались только британские сборные, т.к. аналогичным призом для победы над всеми британскими сборными для другой является Тройная корона — этот приз также вручается сборной Британских островов, если она выиграла Большой шлем. Таким образом, о Большом шлеме историки и аналитики регби говорят только в рамках розыгрышей с 1908 по 1931 годы и с 1947 года по настоящее время.
Рекордсменами по числу побед являются англичане с 13 Большими шлемами. Два раза подряд Большой шлем выигрывали Уэльс (1908—1909), Англия (1913—1914, 1923—1924 и 1991—1992) и Франция (1997—1998), три победы подряд не одерживал ещё никто. До 2000 года команды играли по два матча дома и по два в гостях; с момента включения Италии в Кубок команда чередует матчи следующим образом — 2 дома и 3 на выезде в один сезон, 3 дома и 2 на выезде в последующий сезон. В 2005 году Уэльс стал первой командой, завоевавшей Большой шлем и сыгравшей при этом больше матчей в гостях (подобные достижения повторили Ирландия в 2009 году, Англия в 2016 году и Уэльс в 2019 году).
С 2017 года в Кубке шести наций используется система бонусных очков, по которой команда, выигравшая Большой шлем, получает три бонусных очка — это должно исключить в теории возможность того, чтобы обладатель Большого шлема мог в итоге проиграть чемпионат из-за бонусных очков.

### Все обладатели Большого шлема
| Сборная   | Число побед | Сезоны с победами                                                            |
| --------- | ----------- | ---------------------------------------------------------------------------- |
| Англия    | 13          | 1913, 1914, 1921, 1923, 1924, 1928, 1957, 1980, 1991, 1992, 1995, 2003, 2016 |
| Уэльс     | 12          | 1908, 1909, 1911, 1950, 1952, 1971, 1976, 1978, 2005, 2008, 2012, 2019       |
| Франция   | 10          | 1968, 1977, 1981, 1987, 1997, 1998, 2002, 2004, 2010, 2022                   |
| Ирландия  | 4           | 1948, 2009, 2018, 2023                                                       |
| Шотландия | 3           | 1925, 1984, 1990                                                             |
| Италия    | 0           |                                                                              |

### Хронологический список обладателей Большого шлема
| Год                  | Сборная                                      |                                              |
| Кубок домашних наций | Кубок домашних наций                         | Кубок домашних наций                         |
| -------------------- | -------------------------------------------- | -------------------------------------------- |
| 1908                 | Уэльс                                        |                                              |
| 1909                 | Уэльс                                        |                                              |
| Кубок пяти наций     |                                              |                                              |
| 1911                 | Уэльс                                        |                                              |
| 1913                 | Англия                                       |                                              |
| 1914                 | Англия                                       |                                              |
| 1915–1919            | Турнир не игрался из-за Первой мировой войны | Турнир не игрался из-за Первой мировой войны |
| 1921                 | Англия                                       |                                              |
| 1923                 | Англия                                       |                                              |
| 1924                 | Англия                                       |                                              |
| 1925                 | Шотландия                                    |                                              |
| 1928                 | Англия                                       |                                              |
| 1932–1939            | Франция исключена из Кубка пяти наций        | Франция исключена из Кубка пяти наций        |
| 1940–1946            | Турнир не игрался из-за Второй мировой войны | Турнир не игрался из-за Второй мировой войны |
| 1948                 | Ирландия                                     |                                              |
| 1950                 | Уэльс                                        |                                              |
| 1952                 | Уэльс                                        |                                              |
| 1957                 | Англия                                       |                                              |
| 1968                 | Франция                                      |                                              |
| 1971                 | Уэльс                                        |                                              |
| 1976                 | Уэльс                                        |                                              |
| 1977                 | Франция                                      |                                              |
| 1978                 | Уэльс                                        |                                              |
| 1980                 | Англия                                       |                                              |
| 1981                 | Франция                                      |                                              |
| 1984                 | Шотландия                                    |                                              |
| 1987                 | Франция                                      |                                              |
| 1990                 | Шотландия                                    |                                              |
| 1991                 | Англия                                       |                                              |
| 1992                 | Англия                                       |                                              |
| 1995                 | Англия                                       |                                              |
| 1997                 | Франция                                      |                                              |
| 1998                 | Франция                                      |                                              |
| Кубок шести наций    |                                              |                                              |
| 2002                 | Франция                                      |                                              |
| 2003                 | Англия                                       |                                              |
| 2004                 | Франция                                      |                                              |
| 2005                 | Уэльс                                        |                                              |
| 2008                 | Уэльс                                        |                                              |
| 2009                 | Ирландия                                     |                                              |
| 2010                 | Франция                                      |                                              |
| 2012                 | Уэльс                                        |                                              |
| 2016                 | Англия                                       |                                              |
| 2018                 | Ирландия                                     |                                              |
| 2019                 | Уэльс                                        |                                              |
| 2022                 | Франция                                      |                                              |
| 2023                 | Ирландия                                     |                                              |

## Турне Большого шлема
Турне Большого шлема — серия из четырёх тест-матчей с участием команды из Южного полушария с одной стороны (Австралия, Новая Зеландия или ЮАР) против британских сборных (Англия, Ирландия, Уэльс и Шотландия). «Большой шлем» выигрывается гостями, если они обыгрывают все британские сборные в рамках одного турне. Иногда в турне попадают и матчи против Франции: в сезонах 1912—1913 и 1951—1952 годов южноафриканцы завоёвывали «Большой шлем пяти наций» (англ. Five Nations Grand Slam), обыграв попутно французов.
Девять раз Большой шлем выигрывался гостями: по 4 раза побеждали ЮАР и Новая Зеландия, один раз — Австралия. Австралийцы обладают антирекордом: в сезоне 1957—1958 австралийцы проиграли все тест-матчи, в том числе и Франции. С 1984 года сборные из Южного полушария стали посещать Британские острова чаще, но число тест-матчей сократилось, поэтому с 1984 по 1998 годы турне Большого шлема не проводились. Возобновление произошло только после 1998 года, а в 2005 и 2008 годах внеплановые изменения в расписании матчей «Олл Блэкс» привели к фактическому образованию двух турне Большого шлема.

### Гости — победители турне Большого шлема
| ЮАР            | 1912–13, 1931–32, 1951–52, 1960–61 |
| Новая Зеландия | 1978, 2005, 2008, 2010             |
| Австралия      | 1984                               |

### Все турне Большого шлема
| Год       | Сборная        | Выиграли?                                | Итог                                     | Результаты                               | Результаты                               | Результаты                               | Результаты                               |
| Год       | Сборная        | Выиграли?                                | Итог                                     | Англия                                   | Ирландия                                 | Шотландия                                | Уэльс                                    |
| --------- | -------------- | ---------------------------------------- | ---------------------------------------- | ---------------------------------------- | ---------------------------------------- | ---------------------------------------- | ---------------------------------------- |
| 1905–1906 | Новая Зеландия | Нет                                      | 3–1                                      | 15–0                                     | 15–0                                     | 12–7                                     | 0–3                                      |
| 1906—1907 | ЮАР            | Нет                                      | 2–1                                      | 3–3                                      | 15–12                                    | 0–6                                      | 11–0                                     |
| 1912—1913 | ЮАР            | Да                                       | 4–0                                      | 9–3                                      | 38–0                                     | 16–0                                     | 3–0                                      |
| 1927—1928 | Австралия      | Нет                                      | 2–2                                      | 11–18                                    | 5–3                                      | 8–10                                     | 18–8                                     |
| 1931—1932 | ЮАР            | Да                                       | 4–0                                      | 7–0                                      | 8–3                                      | 6–3                                      | 8–3                                      |
| 1935—1936 | Новая Зеландия | Нет                                      | 2–2                                      | 0–13                                     | 17–9                                     | 18–8                                     | 12–13                                    |
| 1939—1940 | Австралия      | Не состоялось из-за Второй мировой войны | Не состоялось из-за Второй мировой войны | Не состоялось из-за Второй мировой войны | Не состоялось из-за Второй мировой войны | Не состоялось из-за Второй мировой войны | Не состоялось из-за Второй мировой войны |
| 1947—1948 | Австралия      | Нет                                      | 3–1                                      | 11–0                                     | 16–3                                     | 16–7                                     | 0–6                                      |
| 1951—1952 | ЮАР            | Да                                       | 4–0                                      | 8–3                                      | 17–5                                     | 44–0                                     | 6–3                                      |
| 1953—1954 | Новая Зеландия | Нет                                      | 3–1                                      | 5–0                                      | 14–3                                     | 3–0                                      | 8–13                                     |
| 1957—1958 | Австралия      | Нет                                      | 0–4                                      | 6–9                                      | 6–9                                      | 8–12                                     | 3–9                                      |
| 1960—1961 | ЮАР            | Да                                       | 4–0                                      | 5–0                                      | 8–3                                      | 12–5                                     | 3–0                                      |
| 1963—1964 | Новая Зеландия | Нет                                      | 3–0                                      | 14–0                                     | 6–5                                      | 0–0                                      | 6–0                                      |
| 1966—1967 | Австралия      | Нет                                      | 2–2                                      | 23–11                                    | 8–15                                     | 5–11                                     | 14–11                                    |
| 1969—1970 | ЮАР            | Нет                                      | 0–2                                      | 8–11                                     | 8–8                                      | 3–6                                      | 6–6                                      |
| 1972—1973 | Новая Зеландия | Нет                                      | 3–0                                      | 9–0                                      | 10–10                                    | 14–9                                     | 19–16                                    |
| 1975—1976 | Австралия      | Нет                                      | 1–3                                      | 6–23                                     | 20–10                                    | 3–10                                     | 3–28                                     |
| 1978      | Новая Зеландия | Да                                       | 4–0                                      | 16–6                                     | 10–6                                     | 18–9                                     | 13–12                                    |
| 1981—1982 | Австралия      | Нет                                      | 1–3                                      | 11–15                                    | 16–12                                    | 15–24                                    | 13–18                                    |
| 1984      | Австралия      | Да                                       | 4–0                                      | 19–3                                     | 16–9                                     | 37–12                                    | 28–9                                     |
| 1998      | ЮАР            | Нет                                      | 3–1                                      | 7–13                                     | 27–13                                    | 35–10                                    | 28–20                                    |
| 2004      | ЮАР            | Нет                                      | 2–2                                      | 16–32                                    | 12–17                                    | 45–10                                    | 38–36                                    |
| 2005      | Новая Зеландия | Да                                       | 4–0                                      | 23–19                                    | 45–7                                     | 29–10                                    | 41–3                                     |
| 2008      | Новая Зеландия | Да                                       | 4–0                                      | 32–6                                     | 22–3                                     | 32–6                                     | 29–9                                     |
| 2009      | Австралия      | Нет                                      | 2–1                                      | 18–9                                     | 20–20                                    | 8–9                                      | 33–12                                    |
| 2010      | Новая Зеландия | Да                                       | 4–0                                      | 26–16                                    | 38–18                                    | 49–3                                     | 37–25                                    |
| 2010      | ЮАР            | Нет                                      | 3–1                                      | 21–11                                    | 23–21                                    | 17–21                                    | 29–25                                    |
| 2013      | Австралия      | Нет                                      | 3–1                                      | 13–20                                    | 32–15                                    | 21–15                                    | 30–26                                    |
| 2016      | Австралия      | Нет                                      | 2–2                                      | 21–37                                    | 24–27                                    | 23–22                                    | 32–8                                     |
| Итого     | Итого          | Итого                                    | 9–19                                     | 17–1–10                                  | 21–3–4                                   | 18–1–9                                   | 21–1–6                                   |